# Wallburg bei Müngsten
Die Wallburg bei Müngsten ist eine abgegangene Wallanlage (Höhenburg) bei Müngsten im Remscheider Stadtteil Reinshagen (Nordrhein-Westfalen).

## Lage
Die Ringwallanlage befindet sich auf 207 m ü. NN in einem Waldgebiet namens Schimmelbusch bei Müngsten, und zwar am Südhang des Morsbachtals, oberhalb der Mündung des Morsbaches in die Wupper. Unweit der Kammhöhe zieht sich die Wallburg als ungleichmäßiges Viereck mit geradlinigen Kanten hin. Die Seiten messen ca. 131, 86, 117 und 48 Meter. Der umlaufende, drei Meter breite Wall besitzt nach außen hin eine Höhe von 2 bis 2,5 Meter, nach innen hin 0,5 bis 0,75 Meter. Vor dem Wall befindet sich ein verschliffener Spitzgraben. Der vermutlich einzige, ca. vier Meter breite Zugang in die Anlage befand sich an der westlichen Ecke, ein alter Serpentinenweg dorthin war gegen Ende des 19. Jahrhunderts kaum noch zu erkennen.
Die Anlage befindet sich im Naturschutzgebiet Wupper und Wupperhänge südlich Müngsten und ist neben dem Ehrenhain und der Müngstener Brücke von besonderer kulturhistorischer Bedeutung.

## Geschichte
Über die Datierung und Bauherren der Anlage gehen die Meinungen auseinander. Es wurde ein germanischer, keltischer, römischer oder mittelalterlicher Ursprung diskutiert. Auch eine Entstehung in jüngster Zeit als 47,75 Morgen großes Eichelsaatgelände eines Gerdard Heuschlers aus Morsbach wurde von dem Heimatforscher Gustav Hermann Halbach zur Diskussion gestellt. Eine archäologische Untersuchung steht noch aus.
Die Wallburg ist als Wallanlage Güldenwerth seit dem 23. März 1990 in der Liste der Bodendenkmäler (Nr. 2) der Stadt Remscheid eingetragen.

## Weblinks

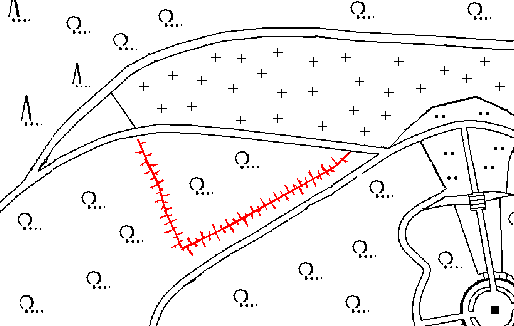
Lage der Wallanlage